# Resta anche domani (libro)
Resta anche domani (If I Stay) è un romanzo di Gayle Forman, pubblicato nel 2009.
Il romanzo segue la storia di Mia Hall, una diciassettenne coinvolta in un terribile incidente d'auto che travolge la sua famiglia. Mia è l'unico membro della famiglia a sopravvivere e si ritrova in una esperienza extracorporea in stato di coma. In questo modo è capace di vedere le azioni dei suoi amici e parenti intorno a lei nell'ospedale in cui è ricoverata.
Mia si trova in questo modo tra due mondi: il mondo dei vivi, e quello dei morti. Mia comprende di dover scegliere se restare o meno e per farlo considera il suo passato e il futuro che avrebbe davanti se decidesse di restare. Se restasse avrebbe i suoi nonni e il ragazzo che ama, Adam; ma andarsene significherebbe non dover affrontare il dolore della perdita dei suoi genitori e del suo fratellino.
Il libro è stato adattato in un film omonimo nel 2014.
Il sequel del romanzo Resta sempre qui è stato pubblicato nell'aprile del 2011.

## Trama
Non ti aspetteresti di sentire anche dopo. Eppure la musica continua a uscire dall'autoradio, attraverso le lamiere fumanti. E Mia continua a sentirla, mentre vede se stessa sul ciglio della strada e i genitori poco più in là, uccisi dall'impatto con il camion. Mia è in coma, ma la sua mente vede, soffre, ragiona e, soprattutto, ricorda. La passione per il violoncello e il sogno di diventare una grande musicista, l'ironia implacabile di Kim e la scazzottata che ha inaugurato la loro amicizia, l'amore di un ragazzo che sta per diventare una rockstar e la prima volta che, tra le sue mani, si è sentita vibrare come un delicato strumento. Ma ricorda anche quello che non troverà al suo risveglio: la tenerezza arruffata di suo padre, la grinta di sua madre, la vivacità del piccolo Teddy, l'emozione di vivere ogni giorno in una famiglia di ex batteristi punk e indomabili femministe. A tanta vita non si può rinunciare. Ma cosa rimane di lei, adesso, per cui valga la pena restare anche domani?